# Iris (Q188)
Pour les articles homonymes, voir Iris.
L'Iris (Q188) est un sous-marin français de la Marine nationale, de la classe Minerve. Il a servi pendant la première moitié de la Seconde Guerre mondiale.
Le 27 novembre 1942, l’Iris quitte la France pour échapper à l'invasion de la zone libre et au sabordage de la flotte française à Toulon. À court de carburant, il est forcé de faire escale. Avant Le Glorieux il se présente au port de Barcelone, le 28 novembre 1942. L'Iris accoste en Espagne (non-belligérante depuis 1940). Il est saisi et interné à Barcelone, puis remorqué à Carthagène en février 1943, jusqu'à la fin de la guerre. Sept marins s'échappent pour l'Afrique du Nord. Trente autres sont emprisonnés à Cadix. Treize autres restent avec le bateau et assurent son entretien.
Le 29 novembre 1945, l'Iris, rendu à la France, se présente à Oran. Le sous-marin est affecté à la flottille de Bordeaux-La Pallice et désarmé le 1er février 1950. Le sous-marin Iris est vendu à Lorient le 19 décembre 1950 à la Société Lhermitte de Brest . Il est remorqué vers Brest pour démolition mi-juin 1951 .